# (4579) Puccini
(4579) Puccini est un astéroïde de la ceinture principale.

## Description
(4579) Puccini est un astéroïde de la ceinture principale. Il fut découvert par Freimut Börngen le 11 janvier 1989 à Tautenburg. Il présente une orbite caractérisée par un demi-grand axe de 2,4 UA, une excentricité de 0,153 et une inclinaison de 2,21° par rapport à l'écliptique.
Il fut nommé en hommage au compositeur italien Giacomo Puccini (1858-1924).

## Compléments